# Автентифікація за райдужною оболонкою ока
Автентифікація за райдужною оболонкою ока — одна з біометричних технологій, яка використовується для автентифікації особи.

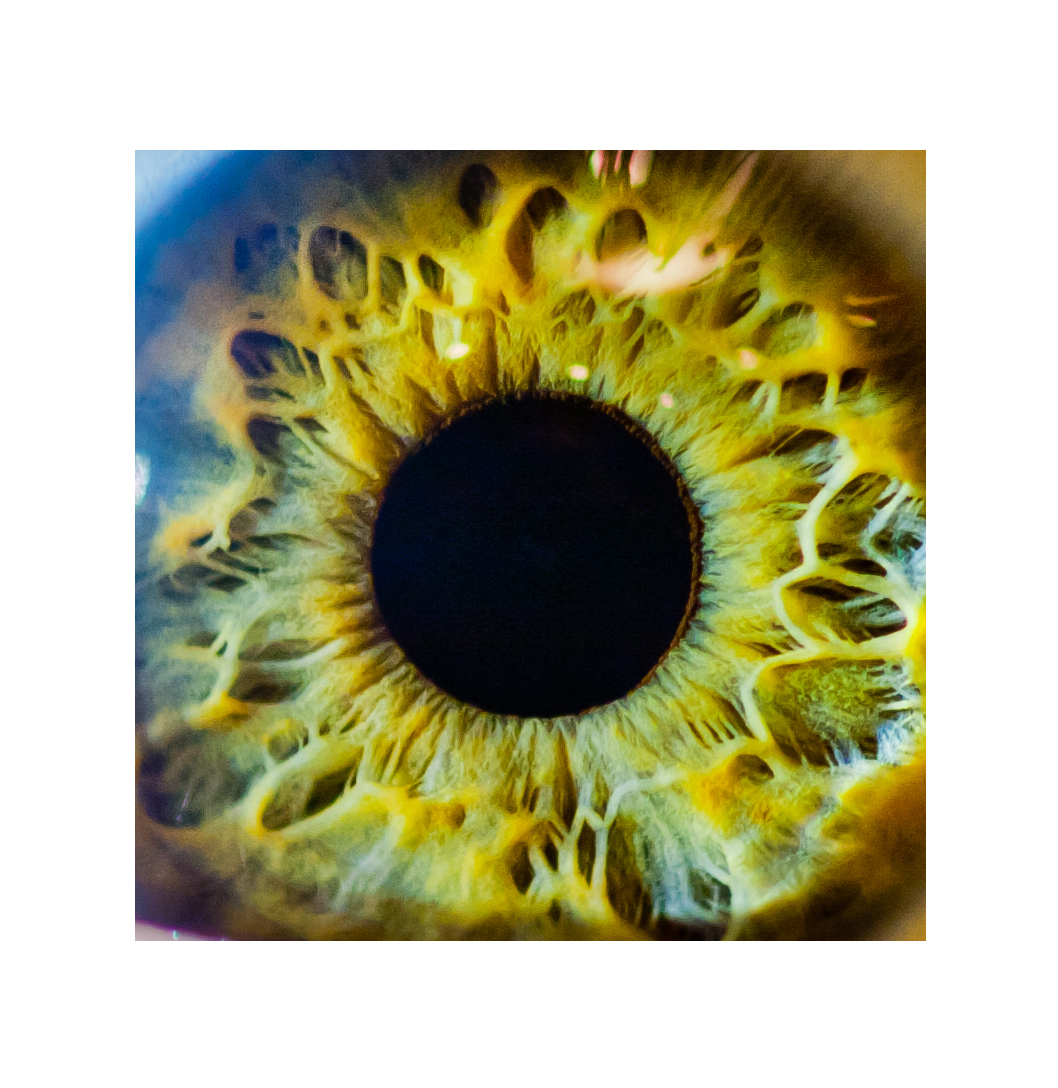
Детальне зображення райдужної оболонки

Тип біометричної технології, який розглядається в даній статті, використовує фізіологічний параметр —унікальність райдужної оболонки ока. На даний момент цей тип є одним з найбільш ефективних способів для ідентифікації та подальшої автентифікації особи .

## Історія
Незважаючи на те, що біометричні технології (зокрема, використання райдужної оболонки ока для ідентифікації людини) тільки починають набирати популярність, перші відкриття в цій галузі були здійснені ще в кінці тридцятих років минулого століття.
Першим про те, що райдужну оболонку ока можна використовувати для розпізнавання особистості, замислився Франк Бурш, ще в 1936 році. Але його ідею і розробки вдалось запатентувати тільки в 1987 році. Зробив це вже не сам Бурш, а офтальмологи, які не мають власних розробок - Леонард Флом і Аран Сафір.

## Райдужна оболонка як біометричний параметр
В даному випадку в якості фізіологічного параметра розглядається райдужна оболонка — кругла пластинка з кришталиком в центрі, одна з трьох складових судинної (середньої) оболонки ока.

Будова людського ока

Райдужна оболонка знаходиться між рогівкою та кришталиком і виконує функцію своєрідної природної діафрагми, яка регулює надходження світла в око. Райдужна оболонка пігментована, і саме кількість пігменту визначає колір очей людини .
За своєю структурою райдужна оболонка складається з еластичної матерії — трабекулярної сітки. Трабекуляна сітка являє собою решітчасту структуру утворену з губчастої тканини, яка дозволяє рідині просочуватися в шлеммів канал, а звідти виводитися в кровоносну систему .
Незважаючи на те, що райдужна оболонка ока може змінювати свій колір аж до півтора років з моменту народження, візерунок трабекулярної сітки залишається незмінним протягом усього життя людини. Винятком вважається отримання серйозної травми і хірургічне втручання .
Завдяки своєму розташуванню райдужна оболонка є досить захищеною частиною органу зору, що робить її прекрасним біометричним параметром.

## Принцип роботи
Більшість працюючих в даний час систем і технологій ідентифікації по райдужній оболонці ока засновані на принципах, запропонованих Дж. Даугманом в статті «High confidence visual recognition of persons by a test of statistical independence» .
Процес розпізнавання особи за допомогою райдужної оболонки ока можна умовно розділити на три основних етапи: отримання цифрового зображення, сегментація і параметризація. Нижче буде розглянуто кожен з цих етапів більш детально.

### Отримання цифрового зображення
Процес автентифікації починається з отримання детального зображення ока людини. Для подальшого аналізу намагаються зробити зображення в високій якості, хоча це не обов'язково. Райдужна оболонка настільки унікальний параметр, що навіть нечіткий знімок може дати достовірний результат. Для цієї мети використовують монохромну CCD камеру з неяскравим підсвічуванням, яка чутлива до інфрачервоного випромінювання. Зазвичай роблять серію з кількох фотографій через те, що зіниця чутлива до світла і постійно змінює свій розмір. Потім з отриманих фотографій вибирають одну або кілька і приступають до сегментації .

### Сегментація
Сегментація займається поділом зображення зовнішньої частини ока на окремі ділянки (сегменти). У процесі сегментації на отриманій фотографії насамперед знаходять райдужну оболонку, визначають внутрішню та зовнішню границю.

### Параметризація
В ході параметризації райдужної оболонки з нормалізованого зображення виділяють контрольну область. До кожної точки обраної області застосовують фільтр Ґабора для того, щоб витягти фазову інформацію. Безсумнівним плюсом фазової складової є те, що вона, на відміну від амплітудної інформації не залежить від контрасту зображення і освітлення. Отримана фаза зазвичай квантується 2 бітами, але можна використовувати і іншу кількість. Підсумкова довжина опису райдужної оболонки, таким чином, залежить від кількості точок, в яких знаходять фазову інформацію, і кількість бітів, необхідних для кодування. У підсумку ми отримуємо шаблон райдужної оболонки, який побітно буде звірятися з іншими шаблонами в процесі автентифікації. Мірою, за допомогою якої визначається ступінь відмінності двох райдужних оболонок, є відстань Геммінга .